# Dickie Stanford
Richard "Dickie" Stanford (Highworth, 9 de janeiro de 1956) é um mecânico de automobilismo britânico aposentado.

## Carreira

### Fórmula 1
Em 1985, Stanford juntou-se à Williams como mecânico de corrida de Nigel Mansell. Três anos depois, ele se tornou um membro da equipe de teste e permaneceu em sua função até 1989 e se tornou o mecânico-chefe em 1990. Stanford se tornou o gerente da equipe depois que seu antecessor Ian Harrison deixou a equipe para assumir um cargo na Renault BTCC no final de 1995. Stanford permaneceu nessa posição por mais dez anos antes de reduzir seu trabalho para passar mais tempo com sua família.
 Durante a temporada de 2010, Stanford voltou a trabalhar com a Williams para retornar como gerente de equipe para o dia da corrida e testes. Depois de sua passagem como gerente geral da Williams Heritage, uma empresa que repara e mantém carros da Williams, semelhante a Classic Team Lotus, Stanford começou a trabalhar para a United Autosports em 5 de outubro de 2020 para cuidar da coleção de carros de Fórmula 1 de Zak Brown.